# Ófærufoss

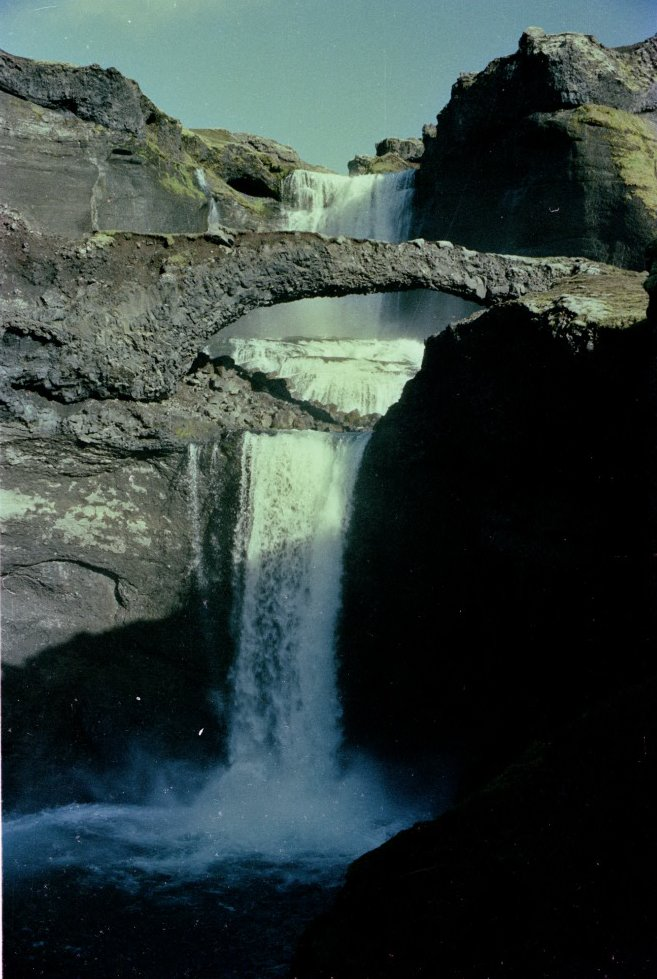
Ófærufoss 1984

Ófærufoss är ett tvådelat vattenfall som är beläget på sydöstra Island i klyftan Eldgjá. Fram till våren 1993 fanns en naturlig bro över den nedre delen av fallet, men den störtade ner under snösmältningen år 1993. Bron förevigades i Hrafn Gunnlaugssons film Korpens skugga.

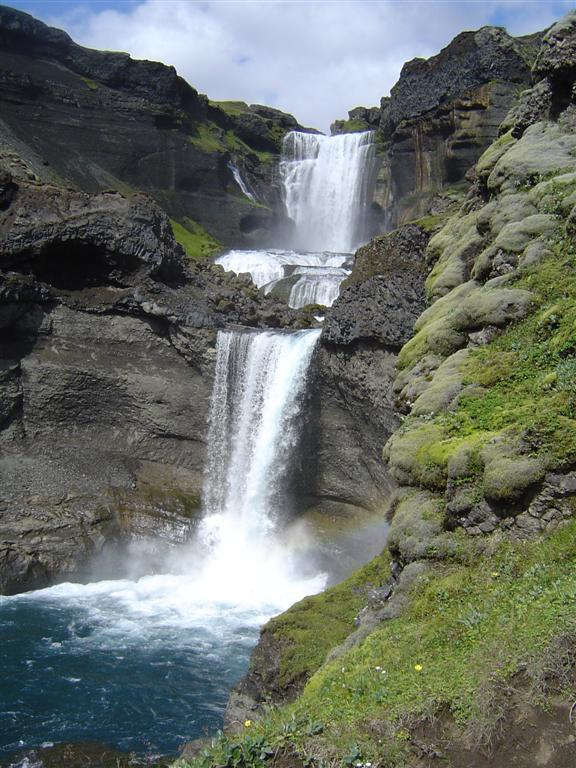
Ófærufoss 2004